# Mallodonhoplus nobilis
Mallodonhoplus nobilis là một loài bọ cánh cứng trong họ Cerambycidae.